# 幼い聖母マリア (スルバラン)
『幼い聖母マリア』（おさないせいぼマリア、英: The Young Virgin）、または『少女としての恍惚の聖母マリア』（しょうじょとしてのこうこつのせいぼマリア、西: Virgen niña en éxtasis, 英: The Virgin Mary as a Child in Ecstacy）は、スペインのバロック絵画の巨匠フランシスコ・デ・スルバランが1632-1633年ごろにキャンバス上に油彩で制作した絵画である。画家は、本作と類似した『祈る幼い聖母マリア』 (エルミタージュ美術館、サンクトペテルブルク) も晩年 (1658-1660年) に描いている。本作は1927年にニューヨークのメトロポリタン美術館に収蔵された。

## 作品

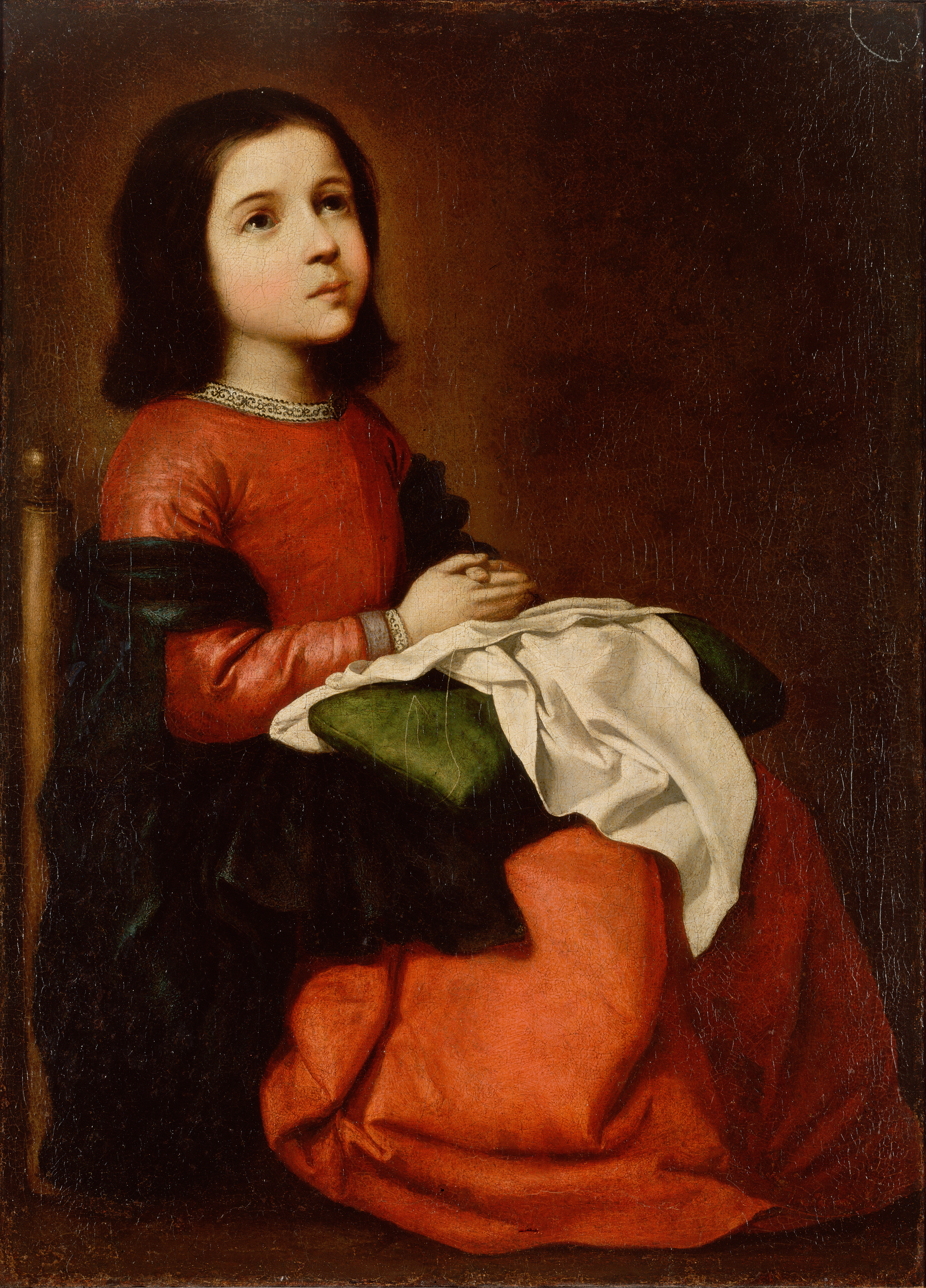
フランシスコ・デ・スルバラン『祈る幼い聖母マリア』 (1658-1660年) 、エルミタージュ美術館、サンクトペテルブルク

祈る姿の幼い聖母マリアという主題は、『聖書』の物語を補足するために中世全般を通じて作られた『外典』や著作にもとづくものである。4つの「福音書」は、ナザレのヨセフと結婚する前のマリアに関してはごくわずかに言及しているにすぎない。聖母崇拝が高まるにつれ、彼女の子供のころの生活に対する好奇心も増し、著述家たちが彼女の少女時代の物語を作り上げ、『聖書』の原文を補足するにいたった。こうした伝説によると、少女時代のマリアはエルサレムの神殿に暮らし、祈りと祭司の祭服等の裁縫に時間を費やしたという。中世末期にしばしば描かれたこの主題は、カトリック信仰が大衆化した17世紀にふたたび復活することになった。
このような絵画には少女たちの理想的な行いの規範としての役割があり、彼女らに敬虔で家事にいそしむように奨励したものである。絵画には、陶器や布地などスルバランが暮らしていた当時のセビーリャの事物が含まれ、それらは聖なるものを日常的なものに結びつけている。
この作品においてスルバランは、『外典』が伝える物語を出発点としているが、はるかに複雑な趣向を展開している。聖母まりは刺繍を膝に載せて床に座っており、一瞬手を止めて祈っている。ここまでは慣例に則っている。しかし、画家は、この場面を従来の叙述的な型から著しく演劇的な含みを持たせた礼拝用の絵画に変えている。
画面上部の左右の隅に垂れ下がるカーテンは1つの手がかりである。また、画面下部を端から端まで横切る暗い部分によって形成される縁はもう1つの手がかりである。これは舞台の前景と解さなければならない。これら２つの要素によって、本作は図解的な作品から演劇的な場面に変わっているのである。
聖母マリアを取り巻く静物は、この場面にリアリズムを与える小道具のようである。それらはスルバランのいつもの技法で高い完成度を与えられ、世俗的なものが聖なるものへと高められている。とはいえ、象徴的な意味を持っているのは、聖母の伝統的なアトリビュート (人物を特定する事物) である白百合とバラだけである。